# Learning to Crawl
Learning to Crawl è il terzo album del gruppo The Pretenders, pubblicato nel 1984 dalla Sire Records.
A partire da questo album il chitarrista James Honeyman-Scott viene sostituito da Robbie McIntosh e il bassista Pete Farndon viene sostituito da Malcolm Foster.
È stato ristampato nel 2004 con sette bonus track, tra cui alcune in versione live e altre in versione demo.

## Tracce
1. Middle of the Road – 4:08 (Chrissie Hynde)
2. Back on the Chain Gang – 3:44 (Hynde)
3. Time the Avenger – 4:47 (Hynde)
4. Watching the Clothes – 2:46 (Hynde)
5. Show Me – 4:00 (Hynde)
6. Thumbelina – 3:12 (Hynde)
7. My City Was Gone – 5:14 (Hynde)
8. Thin Line Between Love and Hate – 3:33 (Richard Poindexter, Robert Poindexter, Jackie Members)
9. I Hurt You – 4:27 (Hynde)
10. 2000 Miles – 3:30 (Hynde)

Bonus track ristampa 2004
1. Fast or Slow (The Law's the Law) – 3:15 (Martin Chambers)
2. Tequila – 3:35 (Hynde)
3. I Hurt You (demo, 1982) – 4:06 (Hynde)
4. When I Change My Life (demo, 1982) – 4:43 (Hynde)
5. Ramblin' Rob (demo, 1982) – 3:32 (Robbie McIntosh)
6. My City Was Gone (live) – 4:53 (Hynde)
7. Money (That's What I Want) (live, 1983) – 4:39 (Berry Gordy Jr., Janie Bradford)

## Formazione
- Chrissie Hynde – voce, chitarra
- Robbie McIntosh – chitarra, tastiere
- Malcolm Foster – basso
- Martin Chambers – batteria